# 明石慶弘
明石 慶弘（あかし よしひろ、宝永元年（1704年） - 明和5年10月8日（1768年11月16日））は、江戸時代中期の軍学者、福井藩士。通称は甚左衛門。柏堂と号した。

## 人物
宝永元年（1704年）、福井藩士・明石貞弘の次男として生まれる。父・貞弘は、福井藩家老家酒井氏の家士であったが、片山良庵らの門に入って軍学（兵学）を学び、軍学をもって藩士に取り立てられた。小幡景憲以降の甲州流軍学の分流を再構成し"武田流"を称したという。
享保年間、父が没し、享保5年（1720年）、父の家督を相続していた兄・明石正弘が自害したため家禄が取り上げられる一方、家学である武田流相伝のため、17歳の慶弘が召し出された。慶弘は、父の書を読むなどして軍学を修め、元文3年（1738年）には、福井藩主・松平宗矩の命により『兵法雄鑑』五十二巻に疏注を施し、奥義を進講したという。また、片山良庵の『一騎武者受用之巻』を再撰するなどして、流派の教えを明らかにした。それまでの福井藩における軍学は井原家による義経流が主流であったが、慶弘の尽力によって武田流が広まり、慶弘の門人は1000人を超したといわれる。
明和4年（1767年）、嫡男の明石教弘に家督を譲って隠居し、翌年没した。以降も、福井藩の兵学師範としての明石家は、幕末の明石慶房に至るまで続いた。
著作として、『武教要集』『神武管見録』『雄鑑講釈』『甲陽軍鑑評判俗説辨』などがある。